# أحمد ظاهر
أحمد ظاهر (14 يونيو 1946 في لغمان - 14 يونيو 1979 في كابول) كان مغني وشاعر أفغاني. نشر سبعة وعشرين ألبوم.
ما زال يُعتبر بعد مرور 45–46 على وفاته أحد أفضل المغنين في أفغانستان.
خلال مسير نشاطه الفني، بالإضافة إلى إنشاء أعماله الأصلية، أعاد أحمد ظاهر أداء عدة أغاني من دول أخرى (تغطية/كاڤر). من أبرز الأمثلة أغنية "سلطان القلوب" التي أداها في الأصل عارف من إيران بتلحين أنوشيرفان روحاني، وأعاد أحمد ظاهر تقديمها بصوته الخاص وترتيب موسيقي مميز للجمهور الأفغاني.

## حياته
والده عبد الظاهر سياسي معروف، كان رئيساً للوزراء في عهد حكومة محمد ظاهر شاه. شكّل في عام 1961 فرقة من الموسيقيين الهواة بدعم من عبد الغفور بريشانا في مبنى إذاعة كابول، وأقاموا أوّل حفلة لهم في سينما كابول. بعدها بثلاث سنوات قدم أحمد ظاهر أوّل حفل منفرد له في سينما كابول. درس ابتداءً من عام 1967 التربية في نيودلهي بالهند حيث كان والده آنذاك سفيرًا معتمدًا، عاد بعدها إلى أفغانستان عام 1969 واشتغل في جريدة كابول تايمز. في عام 1973 انتشرت شعبيته خارج حدود أفغانستان.
توفي أحمد ظاهر في 14 يونيو 1979 في سالانغ باس بضواحي كابول إثر حادث سيارة عن عمر الثالثة والثلاثين.

## فهرس عناوين الألبومات
- 1967: Dilak bin
- 1967: Bahar
- 1968: Shab ha ihr zulmane
- 1969: Madar
- 1969: Awara
- 1970: Ghulam e-Qamar
- 1970: Qalbaam Sultan
- 1971: Az Ghamat Hy Nazaneen
- 1971: Gulbadaan
- 1971: Yaare Bewafa
- 1971: Laily
- 1972: Ahmad Zahir And Jila
- 1972: Ahange Zindagee
- 1973: Shab-e Hijraan
- 1973: Dard-e-Dil
- 1974: Neshe Gashdum
- 1975: Ashiq rooyat Man
- 1976: Lylee Jaan
- 1977: Ahmad Zahir ba Sitara Ha
- 1978: Um Baamanee
- Shamali

## وصلات خارجية
- أحمد ظاهر على موقع ميوزك برينز (الإنجليزية)
- أحمد ظاهر على موقع ديسكوغز (الإنجليزية)
- احمد ظاهر